# Streets of SimCity
Streets of SimCity è un videogioco, uscito solo in edizione per PC, in cui il giocatore deve gareggiare con delle auto modificate (sia esteticamente che nelle prestazioni) nella metropoli di SimCity.
Questo gioco si basa sulle città create dal giocatore, quindi necessita di SimCity 2000.
Nella serie Sim è un titolo anomalo, in quanto molto poco realistico come videogioco di simulazione.